# Басан, Хорхе
Хо́рхе Ба́сан Мо́рос (исп. Jorge Bazan Moros; род. 7 октября 1971) — андоррский футболист, нападающий. Выступал за национальную сборную Андорры.

## Биография
С 1996 года по 1999 год выступал за команду чемпионата Андорры — «Принсипат». В июле 1997 года провёл два матча «Принсипат» в первом квалификационном раунде Кубка УЕФА против шотландского «Данди Юнайтед». Первая игра завершилась поражением со счётом (0:8). Эта игра стала дебютной для команд из Андорры в еврокубках. По сумме двух игр андоррцы уступили со счётом (0:17).
13 ноября 1996 года национальная сборная Андорры проводила свой первый международный матч против Эстонии и Исидре Кодина вызвал Хорхе в стан команды. Товарищеская встреча закончилась поражением сборной карликового государства со счётом (1:6), Басан вышел на 76 минуте вместо Кристобаля Аранда. Затем он принимал участие в других товарищеских играх, против Эстонии (1:4), Латвии (1:4) и Бразилии (0:3). 24 июня 1998 года сыграл в матче против Азербайджана. Встреча закончилась нулевой ничей, а команде княжества тогда впервые в истории удалось не проиграть. В последний раз в футболке сборной Андорры играл спустя два дня в поединке против Латвии (0:2).
Всего за сборную Андорры провёл 6 игр.